# Ostffy Lajos
Asszonyfalvai Ostffy Lajos (Budapest, 1876. október 29. – Ostffyasszonyfa, 1944. december 26.) jogász, mezőgazdász, politikus, országgyűlési képviselő, Sopron és Vas vármegye főispánja, az Ostffy család utolsó férfi tagja.

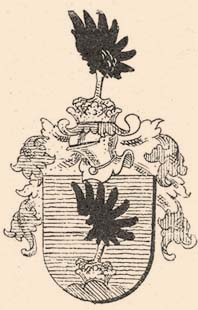
Az Ostffy család címerképe

## Élete
Az ősrégi előkelő Osl vagy Osth nemzetségből származó evangélikus nemesi ostffyasszonyfai Ostffy családba született ostffyasszonyfai Ostffy István (1830–1910), országgyűlési képviselő, 1848/49-es honvédtiszt, földbirtokos, és Perlaky Jolán (1847–1913) gyermekeként. Az apai nagyszülei ostffyasszonyfai Ostffy Lajos (1783–1854), soproni szolgabíró, földbirtokos és ajkai Ajkay Éva (1794–1873) voltak. Az anyai nagyszülei perlaki Perlaky Dániel (1801–1882), vagyonos győri posztókereskedő, és Dorner Emília (1809–1874) voltak. Az apai nagybátyja ostffyasszonyfai Ostffy Pál (1821–1890), Sopron vármegye alispánja, kuriai biró, földbirtokos volt.
Középiskoláit Sopronban végezte, azután a Magyaróvári Királyi Gazdasági Akadémia hallgatója lett, itt 1899-ben végzett. Mosonmagyaróvár után egyetemre került, ahol jog- és államtudományokat hallgatott Budapesten és Kolozsváron, majd doktorált. Gazdasági tanulmányait főiskolán folytatta Hohenheimben, Bonnban és Berlinben, majd egy éves tanulmányutat tett Európa különböző országaiban. Anyanyelvén kívül beszélt németül, franciául és angolul is, sőt, a gyorsírást is elsajátította.
A Magyar Királyi Koronaszabadalmi Hivatalnál kezdte pályafutását, ahol is 1895-től egy éves gyakornoki idejét töltötte. 1900-tól úgy döntött, hogy inkább földbirtokosként működik a továbbiakban, kezelte ostffyasszonyfai családi birtokát, végül mégis a közélet és a politika felé fordult. Tagja lett Sopron vármegye törvényhatósági bizottságának, 1903-ban pedig tiszteletbeli szolgabírónak választották Vas vármegyében. Még ugyanebben az évben aljegyző lett, 1906-ban pedig tiszteletbeli főjegyzővé nevezte ki Bezerédj István főispán. Az 1910-es választásokon a celldömölki kerületben, a Függetlenségi és Negyvennyolcas Párt programjával országgyűlési képviselővé választották. Ott beszédeivel hamarosan kitűnt, más pártok képviselői is elismerően nyilatkoztak róla. Az első világháború alatt a Császári és Királyi 9. gróf Nádasdy Ferenc Huszárezred hadiönkéntese volt, az oroszországi és erdélyi fronton harcolt, később tartalékos hadnaggyá nevezték ki.
Országgyűlési képviselői mandátumáról 1917-ben lemondott, mert ekkor Vas vármegye főispánjává nevezték ki. 1918. júniusában ideiglenesen Sopron város főispánja is lett. Az őszirózsás forradalom kitörésekor, visszavonult ostffyasszonyfai birtokára. Amikor a Tanácsköztársaság megbukott, az ostffyasszonyfai tüzérségi lőszertelep védelmére őrséget szervezett, amíg azt ismét katonai felügyelet alá nem helyezték. 1932-ben azonban ismét vármegyéje főispánjának tették meg, majd 1935-től Sopron vármegye és Sopron város főispánjává is kinevezték, hivatalait 1937 végéig töltötte be. Folyamatosan részt vett a Rábaszabályozó Társulat munkájában, mint annak elnökhelyettese, de több más szervezet elnökségi tagja is volt, úm. a Magyar Országos Véderő Egyesület, az Országos Magyar Gazdasági Egyesület és a Gazdák Biztosító Szövetkezete. Ostffy irodalmi téren is működött, harminc éven keresztül jelentek meg közgazdasági és politikai cikkei, de tanulmányt, könyvet is kiadott. Egyháza életébe is bekapcsolódott, a kemenesaljai egyházmegye és több egyházközség (Alsóság, Csönge, Ostffyasszonyfa) felügyelője volt, 1934 és 1937 között pedig választott tagja volt az evangélikus zsinatnak. Főispáni hivatalából való másodszori leköszönése után sem maradt távol a közügyektől, 1938-ban a vármegye választott felsőházi tagja lett. Későbbi hosszas betegeskedése, de talán a második világháború eseményei is hozzájárulhattak ahhoz, hogy végül 68 éves korában fejbe lőtte magát, halálával egyúttal az Ostffy család is kihalt.

### Kitüntetései
- Magyar Érdemrend középkeresztje a csillaggal
- Károly-csapatkereszt
- Bajor Korona Érdemrend

### Házasságai és leszármazottjai
Budapesten 1910. november 20-án feleségül vette régi nemesi származású koltai Vidos Ilona (Kemenesmihályfa, 1880. május 27.–Budapest, 1911. november 20.) úrnőt, akinek az első férje guári és felsőszelestei Guáry Leó volt. A menyasszonynak a szülei koltai Vidos József (1848–1925), földbirtokos és mesterházi Nagy Jolán (1854–1944) voltak. Ostffy Lajosné Vidos Ilona aztán belehalt fiuk születésébe fiával együtt.
Ostffy Lajos Budapesten 1917. június 24-én újra megnősült, ekkor az elhunyt neje távoli rokonát, koltai Vidos Katalin (Ostffyasszonyfalu, 1895. február 8.–Győr, 1985. január 11.) kisasszonyt vette el, akinek a szülei koltai Vidos József (1861–1934), földbirtokos, Vas vármegye törvényhatósági bizottságának a tagja, és budakeszi Weöres Izabella voltak. Ostffy Lajosné Vidos Katalinnak az apai nagyszülei koltai Vidos Márton (1821–1909), 1848/49-es honvédszázados, huszár főhadnagy, földbirtokos és mankóbüki Horváth Mária voltak; az anyai nagyszülei budakeszi Weöres József (1842–1890), és mankóbüki Horváth Emília (1846–1922) voltak. Ostffy Lajosné koltai Vidos Katalinnak a két nagyanyja édestestvérek voltak, és egyben leányai mankóbüki Horváth Dániel (1796–1869) ügyvédnek, földbirtokosnak és mesterházi Nagy Franciskának (1809–1893) voltak. Ostffy Lajos és második nejétől való házasságából három leányuk született, mivel végleg kihalt fiúágon az ősrégi asszonyfalvi Ostffy család:
- Ostffy Éva (Szombathely, 1918. június 24.–Budapest, 1987. november 10.); férje: báró kéméndi, berzeviczei és kakaslomniczi Szalay-Berzeviczy Dénes (Budapest, 1917. július 10.–Győr, 1953. április 6.)
- Ostffy Anna Mária (Szombathely, 1919 október 23.–2013); férje: Szikszay András (1918–2011)
- Ostffy Jolán Katalin (Szombathely, 1922. április 1.–Wallisellen, Zürich kanton, Svájc, 1997. január 20.); 1. férje: báró monyorói Urbán Péter (1920–1990); 2. férje: hertelendi és vindornyalaki Hertelendy György (Budapest, 1922. július 31.–Wallisellen, Zürich kanton, Svájc, 2003. szeptember 13.)